# Tavaszi díszszemle
Tavaszi díszszemle (eredeti címe: Die Deutschmeister)  1955-ben készült osztrák film Ernst Marischka rendezésében.

## Cselekmény
Stanzi Hueber, a fiatal lány (Romy Scheider) a falunapi ünnepségen egy sors cédulát húzat egy papagáj segítségével, mely igen érdekes dolgokat jósol neki, miszerint a császárvárosban fog beteljesedni a sorsa, ahol két férfi fog kerülni az útjába, egy művész és egy neves ember személyében, emellett hogy egyik közeli rokonának szerencsét fog hozni és hogy időközben köveket fog megmozgatni, miközben egy előkelő úr szerencsekerekének forgását tevőlegesen elősegíti majd. A jövendölés hatására Bécsbe utazik hogy meglátogassa nagynénjét, Therese Huebert (Magda Schneider) aki egy sikeres pékséget üzemeltet. 
A fiatal lány ahogy megérkezik, véletlenül egy jelmezbálba csöppen, ahol felkelti Gräfin báró figyelmét miközben a lányt jól megtáncoltatják, majd az egyik páholyban leülve a báró megszólítja őt és mivel a lány előtt egy grófnő ült, aki ott felejtette keszkenőjét, így a félreértések hada egyre csak fokozódni látszik. A reggelig tartó jelmezbálból a báró haza is szeretné vinni Stanzit, de a lány csak a város központjáig viteti el magát, ahol a nagynénje péksége található. Gräfin báró mivel nem figyeli meg hogy a lány merre tart, így abban a hitben távozik és köszön el, hogy Stanzi egy grófnő, hisz ilyen bálba csak előkelőségek jelennek meg. 
A báró másnap el is látogat a keszkenő igazi tulajdonosához, hogy megkérje annak a bárónőnek a kezét, akivel tegnap éjjel jól érezte magát, azonban mivel nem egyenesen a fiatal grófnővel találkozik, hanem annak nagyanyjával, így meg is kéri az ott élő ifjabb grófnő kezét látatlanban mit sem sejtve. Eközben Stanzi elhelyezkedik a pékségben nagynénjénél, ahova bekopogtat az igaz szerelem egy katona személyében, aki a katonazenekar dobosa. Mindeközben, ahogy az lenni szokott felgyülemlenek a félreértések, de olyan édesen és viccesen is oldódik meg, ahogy az kialakult. Miközben Stanzi szerelmének szeretne segíteni, így a császárnak szánt sós stangliba belesodorja a szerelme által írt új Tavaszi díszszemle kottáját és egy személyes levelet, melyet a császári udvar főtanácsosa visz el a sós stangliba rejtve. 
A császárhoz el is jut a sós stangli és a fogadáson, az asztalnál mindenki szeme láttára Ferenc József vendége, a német császár kihúzza a péksüteménybe sütött kottát és levelet. Másnapra a császári udvar lemondja a további sós stangli rendelését a császári udvar főtanácsosa által. A gond az, hogy ez nem csak a péküzem hírnevét rontja, de Stanzi nagynénjének jövőbeli kapcsolatát is. Stanzi nagy bánatában és végső elkeseredettségében mégis megpróbálja helyrehozni a már amúgy is össze kuszált történéseket, nagynénje udvarlója segítségével, azonban miközben a császári audienciára igyekszik, véletlenül pont szerelme látja meg a főtanácsos úrral, ahogy boldogan beszélgetnek, amit a fiatal katona félreért és elmegy, nem szólva vagy nem kérdezve a lányt. 
Stanzi végül bejut Ferenc Józsefhez, akinek elpanaszolja történetét, a császár viszont pozitívan fogadva és elrendeli, hogy a jövőben továbbra is a lány nagynénjétől rendeljék a reggeli sós stanglit és hogy Stanzi szerelmének új kottája legyen az új dal a Tavaszi díszszemle ünnepségének napján. Végül minden megoldódik, Stanzi nagynénje és a főtanácsos úr is felvállalják szerelmüket, ahogyan a fiatal pár is kibékül és végül boldogok lehetnek.

## Szereplők[2]
- Stanzi Hueber – Romy Schneider
- Therese Huebner (pékes nagynéni) – Magda Schneider
- Ferenc József császár – Paul Hörbiger
- Császári főtanácsos úr – Josef Meinrad
- Művésznő – Susi Nicoletti
- Jr. Willy Jurek – Siegfried Breuer

## Alkotók[3]
- Ernst Marischka
- Ernst Marischka
- Robert Stolz
- Bruno Mondi

## További információ
- Tavaszi díszszemle a PORT.hu-n (magyarul)
- Tavaszi díszszemle az Internetes Szinkronadatbázisban (magyarul)
- Tavaszi díszszemle az Internet Movie Database-ben (angolul)
- Tavaszi díszszemle a Box Office Mojón (angolul)